# Fossile di Luzia
Lapa Vermelha IV Hominid 1, o cranio di Luzia (pronuncia luˈzi.ɐ), è il nome dello scheletro risalente 11.500 anni fa di un ominide della specie Homo sapiens trovato a Lapa Vermelha,  una grotta in Brasile dall'archeologa Annette Laming-Emperaire. 

## La scoperta
Luzia fu trovata nel 1975 in un rifugio nella roccia da una spedizione franco-brasiliana che stava lavorando nel sito archeologico di Lapa Vermehla, poco a nord di Belo Horizonte, in Brasile. I resti erano scomposti, il cranio era separato dal resto dello scheletro, il tutto era sepolto sotto più di 12 metri di depositi di roccia e sedimento e al ritrovamento appariva in condizioni sorprendentemente buone.
Nel sito non erano presenti altri resti umani.  Luzia è uno dei resti umani più antichi mai ritrovati. Esami forensi hanno stabilito che Luzia è morta intorno ai 20 anni di età. Benché nell'area siano stati trovati utensili di selce, i suoi sono gli unici resti umani trovati a Lapa Vermelha.

## Reperto
Il fossile si presumeva andato distrutto in seguito all'incendio del Museo nazionale del Brasile del 2 settembre 2018.. Il 19 ottobre 2018 sulla stampa brasiliana è stata riportata la notizia del ritrovamento, fra le macerie dell'incendio, dell'80% dei frammenti dello scheletro. 
Secondo le analisi la datazione dei resti è di circa 11.000/11.500 anni fa
La statura di Luzia era pari a circa 1.5 m. Ne è stato recuperato circa un terzo dello scheletro e i resti sembrano indicare come causa della morte un incidente oppure l'attacco di un animale; secondo le analisi la donna faceva parte di un gruppo di cacciatori-raccoglitori.